# 山城木津郵便局
山城木津郵便局（やましろきづゆうびんきょく）は、京都府木津川市相楽（さがなか）にある郵便局。民営化前の分類では集配普通郵便局であった。

## 概要
住所：〒619-0299 京都府木津川市相楽丸塚4-1

## 沿革
- 1872年（明治5年） - 木津郵便取扱所として開設[1]。
- 1875年（明治8年）1月1日 - 木津郵便局（五等）となる。同年11月2日より為替取扱を開始。
- 1878年（明治11年） - 貯金取扱を開始。
- 1895年（明治28年）3月16日 - 木津郵便電信局となる。
- 1903年（明治36年）4月1日 - 通信官署官制の施行に伴い木津郵便局となる。
- 1911年（明治44年）8月16日 - 木津町郵便局に改称。
- 19xx年 - 山城木津郵便局に改称。
- 1955年（昭和30年）9月1日 - 山田荘郵便局から電報配達事務の一部[2]を移管[3]。
- 1968年（昭和43年）3月24日 - 電話交換、和文電報配達、国際電報受付配達および欧文電報受付配達業務を山城木津電報電話局に移管。
- 1974年（昭和49年）3月4日 - 特定郵便局から普通郵便局に局種別改定と同時に局舎を木津町木津町から木津町木津神田へ移転。同日、井手郵便局（〒619-01）から集配業務の一部（山城町域）[4]と祝園郵便局（〒610-04）から集配業務全部（精華町の北中部域）をそれぞれ移管。旧旧局舎は旧国道163号沿いにあり、居抜きで2016年まで長らく関西銀行→関西アーバン銀行木津支店となっていた。2021年現在は介護施設として建物は現存。
- 1996年（平成8年）11月1日 - 局舎を木津町相楽丸塚へ移転（旧局舎は現在、木津川市の公共施設へ建物ごと流用）。
- 1999年（平成11年） - 外国通貨の両替および旅行小切手の売買に関する業務取扱を開始。
- 2006年（平成18年）10月10日 - 山城加茂郵便局（〒619-1199→〒619-1152）から集配業務を移管[5]。

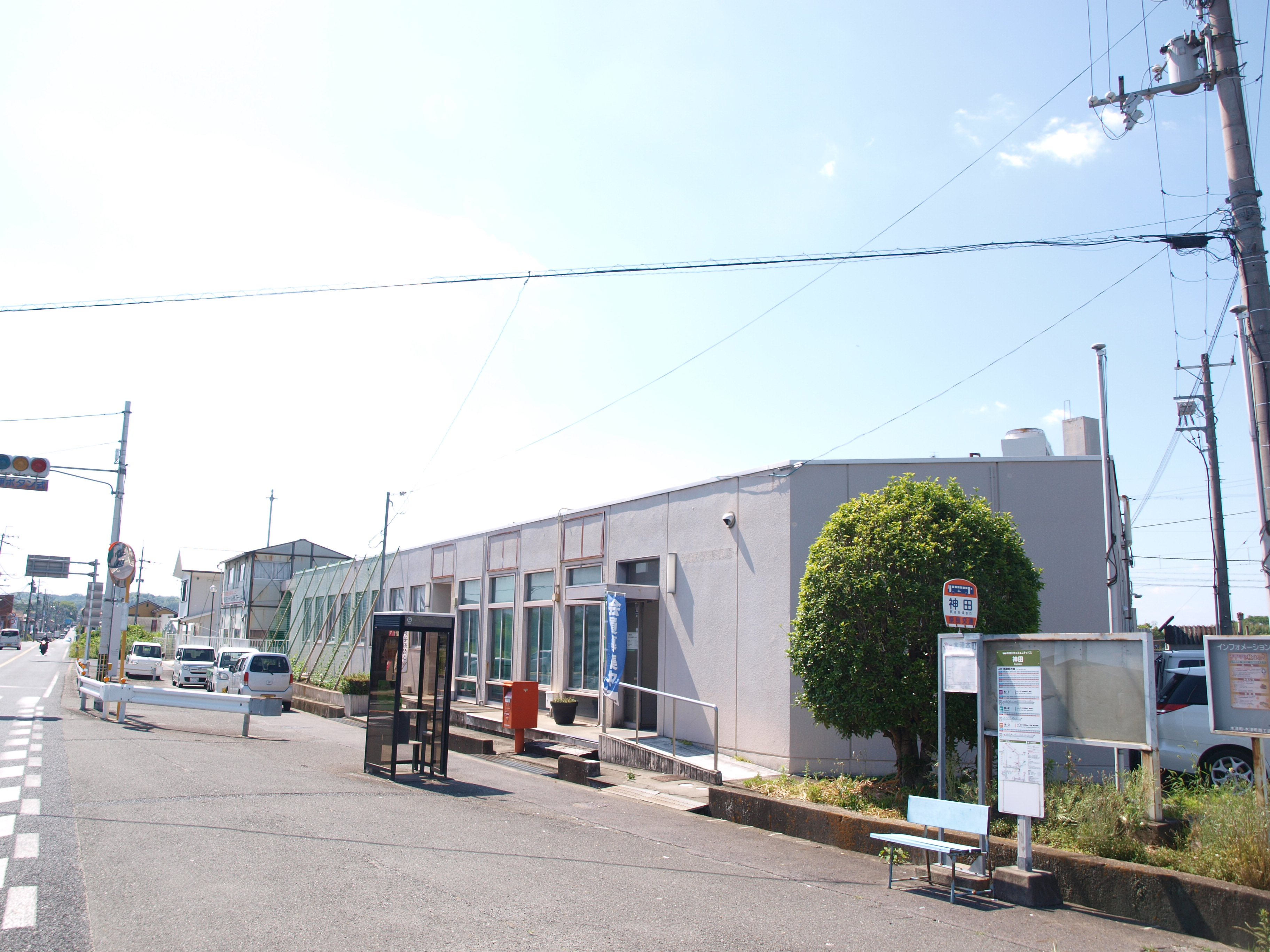
1974年から1996年まで山城木津郵便局であった建物。2018年６月撮影。

- 1974年から1996年まで山城木津郵便局であった建物。2018年６月撮影。2007年（平成19年）10月1日 - 民営化に伴い、併設された郵便事業山城木津支店に一部業務を移管。
- 2012年（平成24年）10月1日 - 日本郵便株式会社の発足に伴い、郵便事業山城木津支店を山城木津郵便局に統合。

## 取扱内容
- 郵便、印紙、ゆうパック、内容証明
- 貯金、為替、振替、振込、国際送金、国債、投資信託
- 生命保険、バイク自賠責保険、変額年金保険
- ゆうちょ銀行ATM
- 「619-02xx」「619-11xx」区域（木津川市全域および相楽郡精華町全域）の集配業務
- ゆうゆう窓口

## 風景印
- 図案は木津川にかかる泉大橋と菊
- 使用開始日は1995年（平成7年）11月13日

## 周辺
- 木津川市立木津中学校
- 木津川市立相楽小学校
- 山田川（木津川の支流）

## アクセス
- JR片町線（学研都市線） 西木津駅から徒歩約6分
- 近鉄京都線 山田川駅から徒歩約18分
- 奈良交通バスまたはきのつバス 木津中学校前停留所下車
- 京奈和自動車道 山田川ICから東へ約1km、国道163号線（木津バイパス）沿い。
- 駐車場あり：11台